# Skiold
Skiold A/S er en dansk international agroindustrivirksomhed, der leverer innovative løsninger til landbrug og korn- & frøindustri. Skiold er specialiseret i udvikling, produktion og installation af: Komplette svinestalde; fjerkræudstyr;   fodermøller til dyrefoder; kornopbevaring og håndtering; frørensning og -forarbejdning. I 2022 var der ca. 700 ansatte og en årsomsætning på ca. 1 mia. kroner. Siden 2017 har Skiold været majoritetsejet af britiske Plemont.

## Historie
Virksomheden blev oprindeligt etableret af P. Sørensen i Sæby i 1877 som Sæby Jernstøberi og Maskinfabrik. I 1912 blev virksomheden overtaget af sønnen Albert Sørensen, som i 1927 solgte den til fabrikant Henrik Nielsen, hvorefter selskabet blev omdannet til et aktieselskab. Der blev i mange år produceret støbegods og landbrugsmaskiner som kværne, møller og foderanlæg. I 1979 blev jernstøberiet nedlagt, mens der blev opført en ny maskinfabrik, til at fortsætte maskinproduktionen. I 1999 overtog Skiold Mullerup. I 1999 overtog Skiold Damas. I 2000 blev Echberg overtaget. I 2017 blev Skiold overtaget af britiske Plemont. I 2024 blev det besluttet at produktionen udflyttes til en ny fabrik i Polen.